# Rob Dillingham
Robert Deon Potasi Dillingham, né le  4 janvier 2005 à Hickory en Caroline du Nord, est un joueur américain de basket-ball évoluant au poste de meneur et mesurant 1,91 m.

## Enfance et début au basket-ball

### Jeunesse
Dillingham est né et a grandi à Hickory, en Caroline du Nord. Son père Donald est afro-américain et sa mère Valaaulia « Lia » Tailele est originaire des Samoa.

### Lycée
Rob joue au basket-ball pour la Combine Academy à Lincolnton, en Caroline du Nord.
Dillingham, pour sa deuxième année de lycée, devient l'un des meilleurs joueurs de sa classe d'âge. Sur cette saison, en moyenne par match, il inscrit 21,2 points, fait 4,9 passes décisives, prend 4,1 rebonds et fait 2,1 interceptions, ce qui permet à son équipe de terminer avec un bilan de 29 victoires pour 3 défaites, et remporter le titre de l'État. Il nommé joueur de l'année par le Charlotte Observer.
Pour sa troisième année, il est transféré à la Donda Academy, l'école de Kanye West à Simi Valley, en Californie. Mais le 3 novembre 2022, il quitte le lycée après de multiples controverses entourant son fondateur, et signe son premier contrat professionnel en Overtime Elite (en), une ligue de basket-ball professionnelle pour les joueurs de fin de lycée et de début d'université. Il rejoint les Cold Hearts, à Atlanta en Géorgie, l'une des six équipes de la ligue, et fait ses débuts en OTE pour les Cold Hearts le 11 novembre, en inscrivant 6 points, prenant 3 rebonds et faisant 3 interceptions lors d'une défaite 92-84 contre les YNG Dreamerz.

### Carrière universitaire
Entre 2023 et 2024, il joue pour les Wildcats du Kentucky à l'université du Kentucky.
Le 9 avril 2024, il annonce qu'il se présente à la draft 2024 de la NBA,.

## Carrière NBA

### Timberwolves du Minnesota
Lors de la draft 2024 de la NBA, le 26 juin, il est choisi par les Spurs de San Antonio en 8e position. Ces derniers l'envoient dans la foulée vers les Timberwolves du Minnesota. En échange, les Spurs récupèrent le futur premier tour de draft des Wolves de 2031. Il signe son contrat rookie avec les Timberwolves le 8 juillet.

## Sélection nationale

### Championnat des Amériques des 16 ans et moins 2021
En 2021, Dillingham mène les États-Unis à une médaille d'or au Championnat des Amériques des moins de 16 ans 2021 au Mexique. Il est nommé meilleur joueur de la compétition après avoir inscrit en moyenne 15,7 points, fait 6,2 passes décisives et 3,2 interceptions par match.
Lors de la finale, il bat le record de l'équipe en inscrivant 31 points, prenant 6 rebonds, faisant 4 passes décisives et 3 interceptions lors d'une victoire 90-75 contre l'Argentine.

## Palmarès et distinctions individuelles

### Universitaires
- Second-team All-SEC (2024)
- SEC Sixth Man of the Year (2024)
- SEC All-Freshman Team (2024)

### En sélection
- MVP du championnat des Amériques des 16 ans et moins (2021)

## Statistiques

### Universitaires
| Saison    | Équipe   | Matchs | Titul. | Min./m | % Tir | % 3pts | % LF | Rbds/m. | Pass/m. | Int/m. | Ctr/m. | Pts/m. |
| --------- | -------- | ------ | ------ | ------ | ----- | ------ | ---- | ------- | ------- | ------ | ------ | ------ |
| 2023-2024 | Kentucky | 32     | 1      | 23,3   | 47,5  | 44,4   | 79,6 | 2,90    | 3,90    | 1,00   | 0,10   | 15,20  |
| Carrière  | Carrière | 32     | 1      | 23,3   | 47,5  | 44,4   | 79,6 | 2,90    | 3,90    | 1,00   | 0,10   | 15,20  |

## Salaire
| Saison      | Équipe                    | Salaire      |
| ----------- | ------------------------- | ------------ |
| 2024-2025   | Timberwolves du Minnesota | 6 262 920 $  |
| Total Gains | Total Gains               | 6 262 920 $  |
| 2025-2026   | Timberwolves du Minnesota | 6 576 120 $  |
| 2026-2027   | Timberwolves du Minnesota | 6 889 320 $  |
| 2027-2028   | Timberwolves du Minnesota | 8 763 216 $  |
| Total       | Total                     | 28 491 576 $ |

Il signe son contrat rookie le 8 juillet 2024, pour un montant de 28 491 576 $ sur 4 ans, avec deux années garanties, et deux en option d'équipe.